# Chile nos Jogos Pan-Americanos de 2011
O Chile participou dos Jogos Pan-Americanos de 2011 em Guadalajara, no México. O país esteve presente em todas as edições de Jogos Pan-Americanos.

## Medalhas
| Atleta                                                     | Esporte              | Prova                              | Medalha |
| ---------------------------------------------------------- | -------------------- | ---------------------------------- | ------- |
| Maria Valdes                                               | Levantamento de peso | Até 75 kg feminino                 | Prata   |
| Rodrigo Muñoz Fabián Oyarzún Fernando Miralles Felipe Leal | Remo                 | Quatro sem peso leve masculino     | Bronze  |
| Carlos Oyarzun                                             | Ciclismo             | Estrada contra o relógio masculino | Bronze  |

## Desempenho

### Atletismo
Feminino
| Atleta       | Prova                         | Elim. | Elim. | Semifinal | Semifinal | Final   | Final |
| Atleta       | Prova                         | Tempo | Pos.  | Tempo     | Pos.      | Tempo   | Pos.  |
| ------------ | ----------------------------- | ----- | ----- | --------- | --------- | ------- | ----- |
| Odetta Palma | Arremesso de martelo feminino |       |       |           |           | 64m79cm | 7º    |

### Badminton
| Atleta         | Evento               | 1ª fase                | 2ª fase                               | Oitavas de final              | Quartas de final       | Semifinais             | Final                  | Pos.        |
| Atleta         | Evento               | Adversário e resultado | Adversário e resultado                | Adversário e resultado        | Adversário e resultado | Adversário e resultado | Adversário e resultado | Pos.        |
| -------------- | -------------------- | ---------------------- | ------------------------------------- | ----------------------------- | ---------------------- | ---------------------- | ---------------------- | ----------- |
| Esteban Mujica | Individual masculino |                        | DOM Alberto Raposo D 13-21, 14-21     | Não avançou                   | Não avançou            | Não avançou            | Não avançou            | Não avançou |
| Andres Trigo   | Individual masculino |                        | GUA Rodolfo Ramirez D 8-21, 5-21      | Não avançou                   | Não avançou            | Não avançou            | Não avançou            | Não avançou |
| Cristian Araya | Individual masculino |                        | SUR Dylan Darmohoetomo V 21-17, 21-17 | BRA Alex Tjong D 13-21, 14-21 | Não avançou            | Não avançou            | Não avançou            | Não avançou |

### Boliche
Duplas
| Atletas                           | Evento   | 1ª série | 1ª série | Final | Final |
| Atletas                           | Evento   | Res.     | Pos.     | Res.  | Pos.  |
| --------------------------------- | -------- | -------- | -------- | ----- | ----- |
| Constanza Bahamondez Andrea Rojas | Feminino | 2.354    | 5º       | 4.464 | 8º    |

### Ciclismo

#### Estrada
| Atleta            | Evento                             | Final    | Final   |
| Atleta            | Evento                             | Tempo    | Posição |
| ----------------- | ---------------------------------- | -------- | ------- |
| Paola Muñoz       | Corrida em estrada feminino        | 2:18:23  | 8º      |
| Olga Cisterna     | Corrida em estrada feminino        | 2:18:29  | 23º     |
| Daniela Guajardo  | Corrida em estrada feminino        | 2:18:48  | 23º     |
| Carlos Oyarzun    | Estrada contra o relógio masculino | 50:27.60 |         |
| Francisca Navarro | Estrada contra o relógio feminino  | 30:05.94 | 12º     |

#### Moutain Bike
| Atleta             | Evento   | Tempo | Pos. |
| ------------------ | -------- | ----- | ---- |
| Elisa Maria Garcia | Feminino |       |      |

### Levantamento de peso
Masculino
| Atleta       | Categoria  | Resultado (kg) | Resultado (kg) | Resultado (kg) | Posição |
| Atleta       | Categoria  | Arranque       | Arremesso      | Total          | Posição |
| ------------ | ---------- | -------------- | -------------- | -------------- | ------- |
| Jorge Garcia | Até 105 kg | 153            | 190            | 343 kg         | 6º      |

Feminino
| Atleta        | Categoria | Resultado (kg) | Resultado (kg) | Resultado (kg) | Posição |
| Atleta        | Categoria | Arranque       | Arremesso      | Total          | Posição |
| ------------- | --------- | -------------- | -------------- | -------------- | ------- |
| Leslie Armijo | Até 63 kg | 90             | 111            | 201 kg         | 4º      |
| Angie Toledo  | Até 69 kg | DNF            | DNF            | DNF            | DNF     |
| Maria Valdes  | Até 75 kg | 100            | 129            | 229 kg         |         |

### Lutas
Livre
| Atleta       | Evento              | Quartas de final                | Semifinais             | Repescagem             | Final                  | Pos.        |             |
| Atleta       | Evento              | Adversário e resultado          | Adversário e resultado | Adversário e resultado | Adversário e resultado | Pos.        |             |
| ------------ | ------------------- | ------------------------------- | ---------------------- | ---------------------- | ---------------------- | ----------- | ----------- |
| Andre Quispe | Até 55 kg masculino | CAN Steven Takahashi D 1-1, 1-4 | Não avançou            | Não avançou            | Não avançou            | Não avançou | Não avançou |

### Remo
| Atleta                                                     | Prova                           | Elim.   | Elim.     | Repescagem | Repescagem | Final   | Final          |
| Atleta                                                     | Prova                           | Tempo   | Pos.      | Tempo      | Pos.       | Tempo   | Pos.           |
| ---------------------------------------------------------- | ------------------------------- | ------- | --------- | ---------- | ---------- | ------- | -------------- |
| Oscar Mauricio Vazquez                                     | Skiff simples masculino         | 7:17.35 | 2º/bat. 2 | 7:24.68    | 2º/rep. 2  | 7:09.33 | 4º             |
| Cristian Yantani Marco Azurmendi                           | Skiff duplo peso leve masculino | 7:08.12 | 5º/bat. 1 | 6:53.80    | 4º/rep. 2  | 6:54.37 | 10º/4º final B |
| Lorenzo Candia Miguel Cerda                                | Dois sem masculino              | 6:54.05 | 3º/bat. 1 | 6:56.11    | 1º/rep. 1  | 6:59.88 | 6º             |
| Rodrigo Muñoz Fabián Oyarzún Fernando Miralles Felipe Leal | Quatro sem peso leve masculino  | 6:13.97 | 1º/bat. 2 | BYE        | BYE        | 6:06.36 |                |

### Tiro com arco
| Atleta                                              | Evento               | Qualificatória | Qualificatória | Fase de 32              | Oitavas de final       | Quartas de final             | Semifinais             | Final                  | Pos.        |
| Atleta                                              | Evento               | Pts.           | Pos.           | Adversário e resultado  | Adversário e resultado | Adversário e resultado       | Adversário e resultado | Adversário e resultado | Pos.        |
| --------------------------------------------------- | -------------------- | -------------- | -------------- | ----------------------- | ---------------------- | ---------------------------- | ---------------------- | ---------------------- | ----------- |
| Christian Medina                                    | Individual masculino | 1229           | 25º            | MEX Pedro Vivas D 4-6   | Não avançou            | Não avançou                  | Não avançou            | Não avançou            | Não avançou |
| Mario Valdes                                        | Individual masculino | 1169           | 30º            | COL Daniel Pineda D 1-7 | Não avançou            | Não avançou                  | Não avançou            | Não avançou            | Não avançou |
| Denisse van Lamoen                                  | Individual feminino  | 1280           | 9º             | CAN Vanessa Lee V 6-2   | ARG Maria Goni V 6-4   | MEX Alejandra Valencia D 5-6 | Não avançou            | Não avançou            | Não avançou |
| Murielle Deschamps                                  | Individual feminino  | 1214           | 23º            | USA Heather Koehl D 5-6 | Não avançou            | Não avançou                  | Não avançou            | Não avançou            | Não avançou |
| Sophia Moraga                                       | Individual feminino  | 1174           | 31º            | USA Miranda Leek D 0-6  | Não avançou            | Não avançou                  | Não avançou            | Não avançou            | Não avançou |
| Sophia Moraga Murielle Deschamps Denisse van Lamoen | Equipes feminino     | 3668           | 7º             |                         | BRA Brasil V 193-186   | USA Estados Unidos D 201-202 | Não avançou            | Não avançou            | Não avançou |

Legenda
| Recorde mundial                  | Recorde mundial (World record)               |                       | Recorde africano                      | Recorde africano (African) |                                           | Q | Classificado por posição (Qualified) |
| Recorde dos Jogos Pan-Americanos | Recorde pan-americano (Pan-American record)  | Recorde da América    | Recorde da América (Americas)         | q                          | Classificado por melhor tempo (Qualified) |   |                                      |
| Melhor marca do ano              | Melhor marca do ano (World leading)          | Recorde asiático      | Recorde asiático (Asian)              | DNS                        | Não largou (Did not start)                |   |                                      |
| Recorde nacional                 | Recorde nacional (National record)           | Recorde europeu       | Recorde europeu (European)            | DNF                        | Não terminou (Did not finish)             |   |                                      |
| Recorde pessoal                  | Recorde pessoal do atleta (Personal best)    | Recorde da Oceania    | Recorde da Oceania (Oceania)          | DSQ / DQ                   | Desclassificado (Disqualified)            |   |                                      |
| Recorde da temporada             | Recorde da temporada do atleta (Season best) | Recorde sul-americano | Recorde sul-americano (South America) | NM                         | Sem marca (No mark)                       |   |                                      |